# Delta Nila
Delta Nila (na arapskom: دلتا النيل) delta je na sjeveru Egipta, gdje se rijeka Nil ljevkasto širi te ulazi u Sredozemno more. Jedna je od najvećih riječnih delti,  širi se od Aleksandrije na zapadu do Port Saida na istoku zauzimajući tako gotovo 240 km obale Sredozemlja. Delta Nila bogata je poljoprivredna regija. Od sjevernog do južnog kraja delte dužina je oko 160 km. Delta započinje u donjem toku Nila, kod Kaira.